# Art Gupta

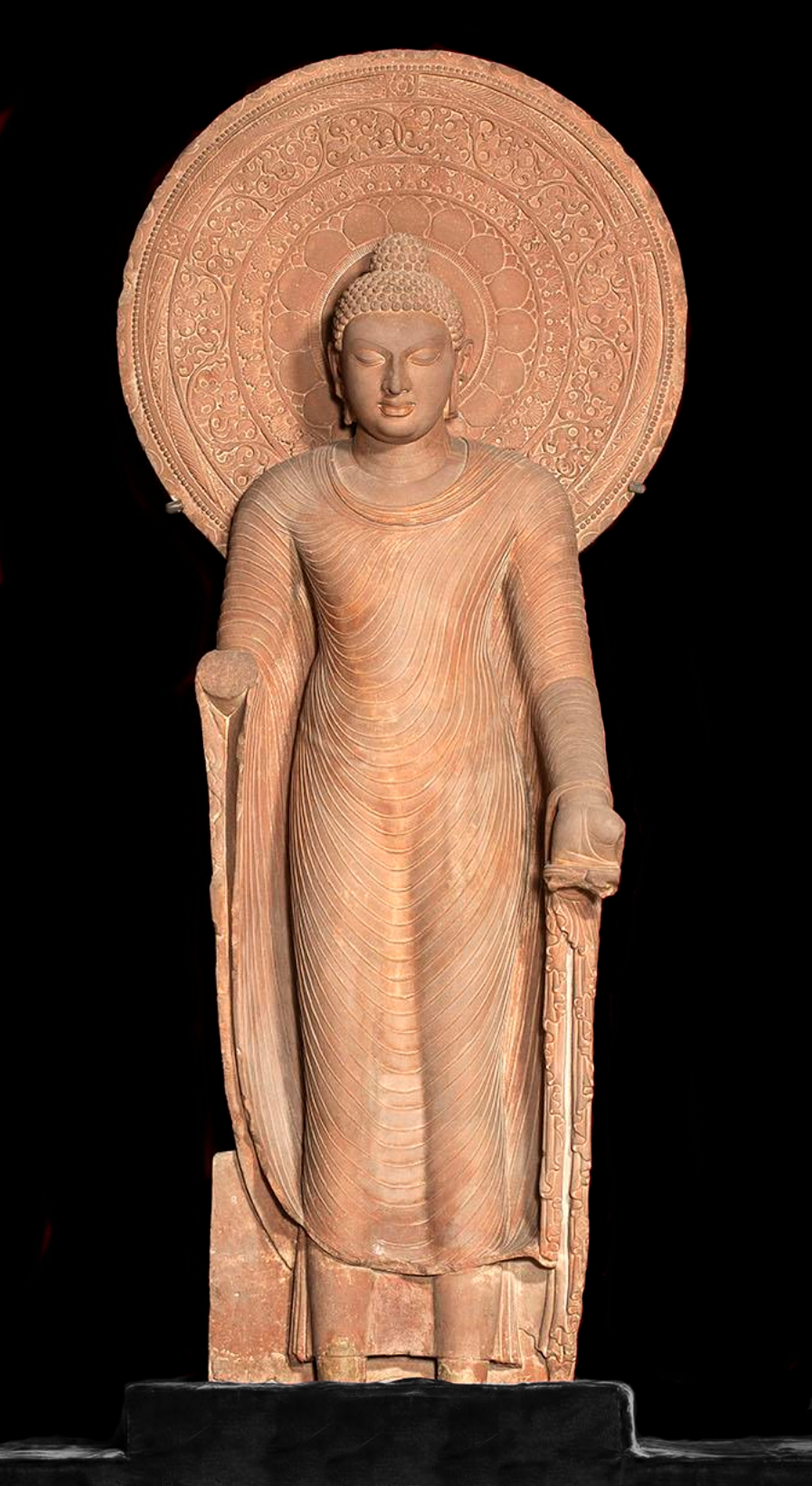
Buddha dempeus de l'art Mathura. Període de l'Imperi Gupta 300-550 d.C. Palau presidencial Rashtrapati Bhavan. Nova Delhi, India

L'art Gupta és l'art desenvolupat a l'Imperi Gupta, estès sobretot pel nord de la península indostànica entre el 320-550 dC. Aquesta etapa retorna al classicisme indi (literalment, el concepte Gupta significa clàssic). Alhora, és també considerada l'edat d'or índia, que es desenvolupà sota unes condicions socials, polítiques i econòmiques ideals. Existeixen molts detalls de la forma de vida d'aquest imperi preservats a les produccions artístiques, com petits objectes de pedra o terracota, per exemple. Per tant, es tracta d'un moment pròsper, de pau, en el que el desenvolupament artístic, literari i científic estava al seu zenit. Les creences religioses d'aquesta dinastia es veien basades en l'hinduisme vaishnava, és a dir, devots específicament de Vixnu). De la mateixa manera, s'interessaven pel budisme i la seva metafísica, malgrat cap emperador es convertí a aquesta religió.
Conscients del seu propi art de belles formes, l'art Gupta es caracteritza per un art subtil i molt ric, del qual el que més conservem són escultures religioses, de pedra, metall o bé terracota. Els principals centres de tradició escultòrica corresponen a Mathura, centre que treballa en paral·lel a l'escola que es desenvolupa a la regió del Gandhara. Aquest és un centre d'art greco-budista situat a l'actual nord d'Índia i Pakistan. Encara un altre centre cabdal en la producció artística d'època Gupta el trobem a Sarnath. Com veiem, ens trobem davant d'un vast territori, fet que s'amplifica ja que aquest art traspassa fronteres, trobant reminiscències guptes des de l'Himalaya fins l'Àsia central o també Indonesia.
Conservem importants emplaçaments com les coves d'Ajanta, les coves d'Elefanta, ambdues construïdes al mateix període, i d'altres com les coves Ellora, iniciades en aquest. Malauradament, molts temples i obres van ésser destruïdes o es les conservem en molt mal estat en l'actualitat. A les ja mencionades produccions de l'imperi Gupta també cal afegir-hi, amb tota probabilitat, una producció de tèxtils i joies notables que, si bé no s'han conservat, ens en dona testimoni les representacions en escultura i pintura, especialment les d'Ajanta.
L'elegància i l'equilibri caracteritzaren aquesta prospera etapa, en la que res, gran o petit, que les mans Guptes toquessin no es convertís en un veritable obra d'art.

## Context

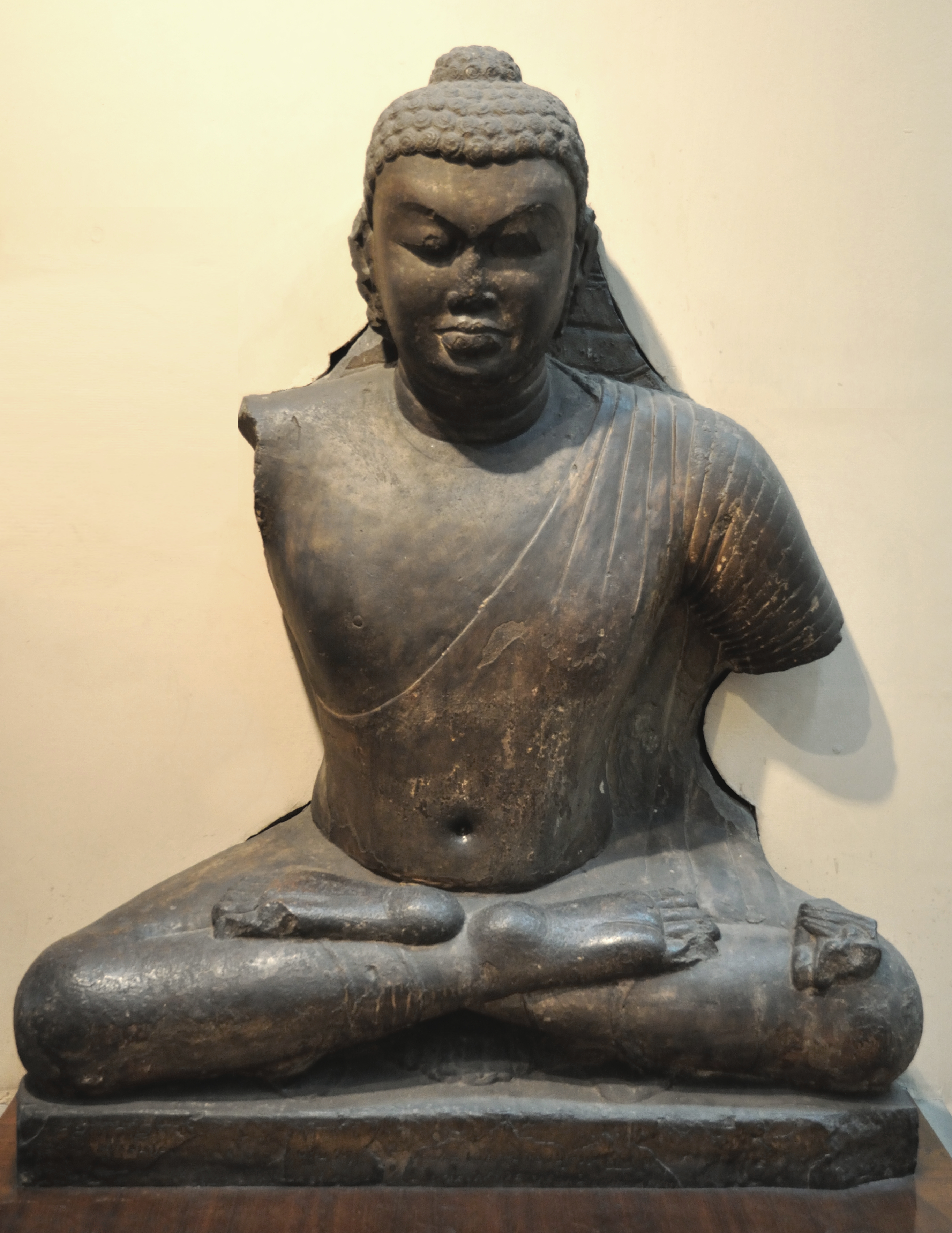
Una de les estàtues Guptes més antigues, un Bodhisattva derivat d'aquest estil Kuixan, de l'escola Mathura, inscrit "any 64" de l'era Gupta, 38a d.C., Bodh Gaya, Índia

### Antecedents
L'imperi Kuixan (105-250 dC) va ser creat arrel de la unió de pobles nòmades centre-asiàtics d'origen mongol, que arribaren a l'Índia ja al 50 dC. Aquests acabaren amb el poder de les colònies hel·lenístiques fundades per Alexandre Magne, qui hi havia imposat al moment. Va ser una societat que va propagar el budisme, de la mateixa manera que van seguir arrelats a aquesta societat alexandrina, i van presentar-se molt permissius davant altres creences com les hinduistes, les budistes i els grecoromans.
Kuixan va tenir com a capital índica Mathura, malgrat la va desenvolupar artísticament en major grau, existeixen altres escoles com la de Gandhara, focus d'art grecoromà orientalitzat, budista i hel·lènic. A més en aquest període apareixeran molt definides les imatges del culte hindú; es consoliden les creences, tradicions i mitologia.
A l'Índia occidental, els satrapies occidentals (segles I-IV d.C) desenvoluparen un art refinat, que representaria la tradició artística de la índia occidental, anterior a l'aparició de l'art Gupta, el qual va poder influir no només en aquest últim, sinó també en altres emplaçaments des del segle V endavant.
Aquesta convivència de cultures i pensaments va esdevenir artísticament en el que posteriorment anomenarem, etapa d'or de la historia Índia: l'art de l'imperi Gupta.

### Moment històric
El destronament de l'imperi Màuria, va deslligar en diversos imperis fraccionats, dels quals un va sobresortir amb diferencia; l'imperi Gupta, que va suposar el ressorgiment hinduista. El primer sobirà o rajá va ser el cèlebre Chandragupta I, que va regnar entre el 320-330 d.C, aquest va donar inici al moment històric en el qual ens situem. El van seguir es seu fill, Samudragupta, que va unificar diversos territoris i va propiciar nombroses conquestes a l'imperi, seguit pel se fill Chandragupta II (375-413 d.C). Aquest últim, va aconseguir estendre el territori per l'oest i pel sud, assolint la consolidació de l'autoritat Gupta. Sota el seu regnat, va ser on va florir la cultura Índia la qual va veure el naixement d'aquest art tan magnífic.
Ens situem davant una de les èpoques més productives i creatives de l'historia Índia. Van desenvolupar un sistema administratiu provincial excel·lent, que es va veure reflectit en més d'un segle de pau i estabilitat. Aquesta context va afavorir el comerç amb el món exterior, el qual, a part de proporcionar béns materials va produir un intercanvi d'idees present en el món artístic.
Aquest esplendor es va allargar fins al regnat de Khumaragupta I (413-455 d.C), exactament quan el seu successor va arribar al tro, Skhandagupta (455-480 d.C) el qual va col·lapsar la dinastia.

### Religió i iconografia

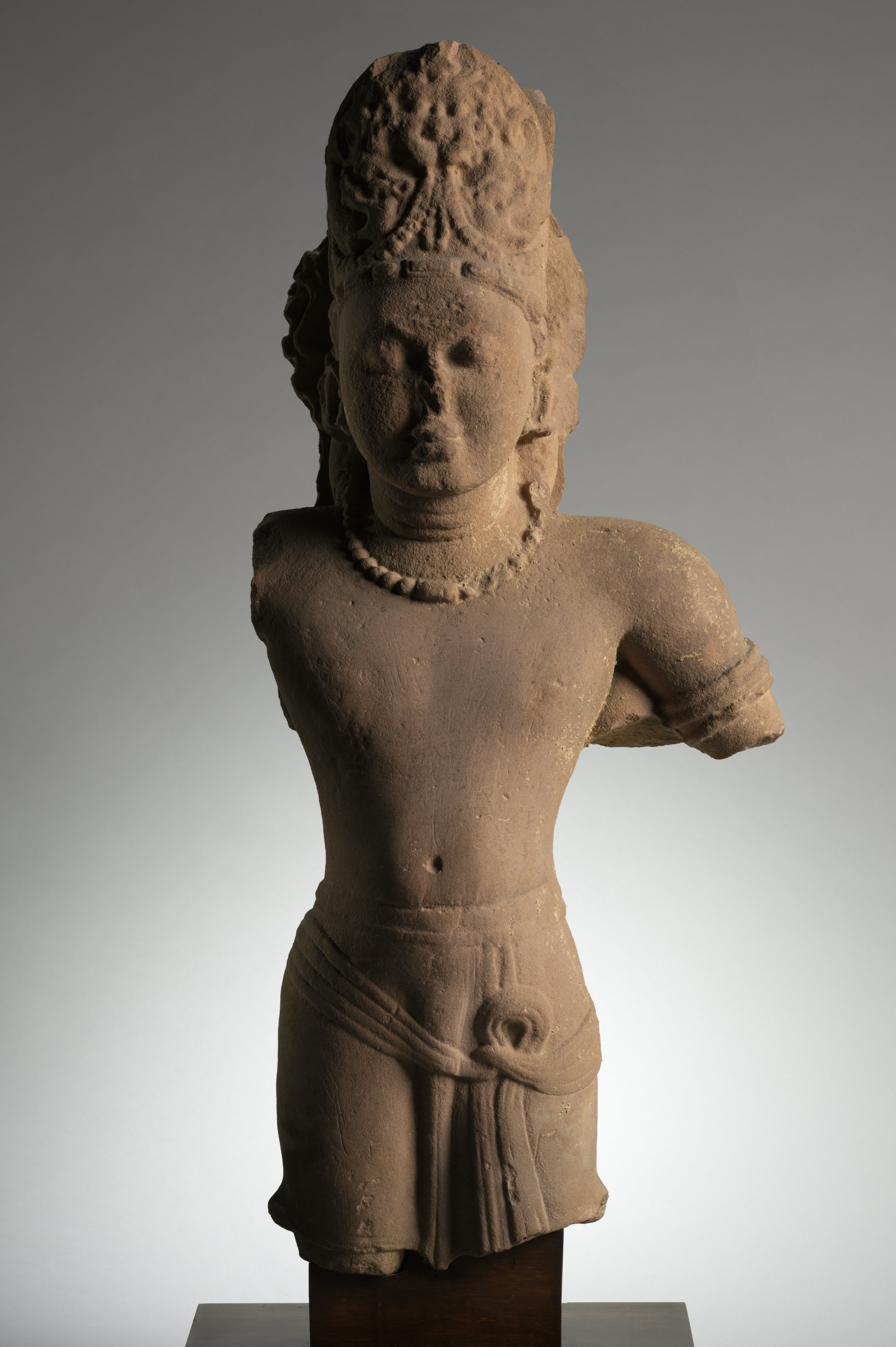
Imatge de Vixnu, període Gupta, Museu d'art de Cleveland

L'hinduisme va esdevenir la creença principal dins la dinastia Gupta. Existeixen texts com els Purana, un compendi de literatura religiosa, on es mostren tradicions hindús i jainistes, històries i genealogies dels déus, contes populars i tradicions, que cobren prominència durant els anys de l'imperi Gupta. Es difícil datar amb exactitud aquests texts, ja que són anònims, de segles anteriors i posteriors als Guptes. Malgrat la incògnita contextual d'aquests, es evident que actuaren com a referències religioses i culturals populars durant l'imperi. Això ho sabem gràcies a les representacions artístiques, sobretot a l'arquitectura. Malgrat les tendències hinduistes mencionades, la pluralitat religiosa es característica d'aquest període.
Els artistes Guptes van ser cridats a visualitzar aquests conceptes purànics a través de la pedra, terracota o pintura. En el context en que ens movem, es desenvoluparen iconografies, idees i conceptes que, com hem vist, es veien influenciades pels seus predecessors kuixanes. L'influencia budista, es va veure reflectida en les formes Bodhisattva, molt recurrents en les produccions escultòriques religioses.
Diverses deïtats hinduistes es veien representades, tals com Vixnu, Xiva, Brama, etc. El desenvolupament d'aquestes iconografies es veu fixat al llarg dels segles, d'aquesta manera, en època Gupta, es troben els cànons molt ben definits. Malgrat aquestes convencions estètiques, l'elasticitat artística es evident, els artistes també treballen i expandeixen el panteó de les deïtats i les seves representacions. Aquesta "comoditat iconogràfica" produeix que els creadors d'art aconsegueixin abastar i bregar amb imatges i llegendes complexes, com els mites de les moltes formes de Vixnu i Xiva.

## Escultura
Dins l'art Gupta existeixen tres escoles que sobresurten davant les altres, aquestes son Mathura, Sarnath i Gandhara i, en menor mesura, Nalanda. Aquesta dinastia mostrava gran preferència per Vixnu, aquest es trobava com una de les temàtiques principals dels Guptes (a l'anterior dinastia Kuixan, Xiva era qui jugava aquest paper). D'aquesta manera, també existien personatges menors que es plasmaren en l'art escultòric, com ara bé Yakshini. Aquests van ser molt prominents, però en època Gupta, es van convertir en iconografies secundàries, mes petites i menys representades. Totes aquestes deïtats es veuen representades en estil meditatiu, tranquil i majestuós.
Existeixen a les seves peces perspectives jeràrquiques, on es diferencia l'escala entre els personatges de més importància davant els més irrellevants. Apareixerien figures noves, com personificacions del Ganges i Yamuna. Aquestes deïtats no es veneren encara però, es converteixen en temes recurrents en l'àmbit escultòric per ser ubicades a l'entrada de les construccions a mode simbòlic. Plàsticament, segueixen les tradicions estilístiques índies; la representació dels cossos en plans llisos i simplificats. Malgrat això, es perceben posicions més variades; dempeus, lleugerament inclinats o en bodhisattva per exemple, totes elles en contrast amb la rigidesa columnar que percebem en anteriors etapes.

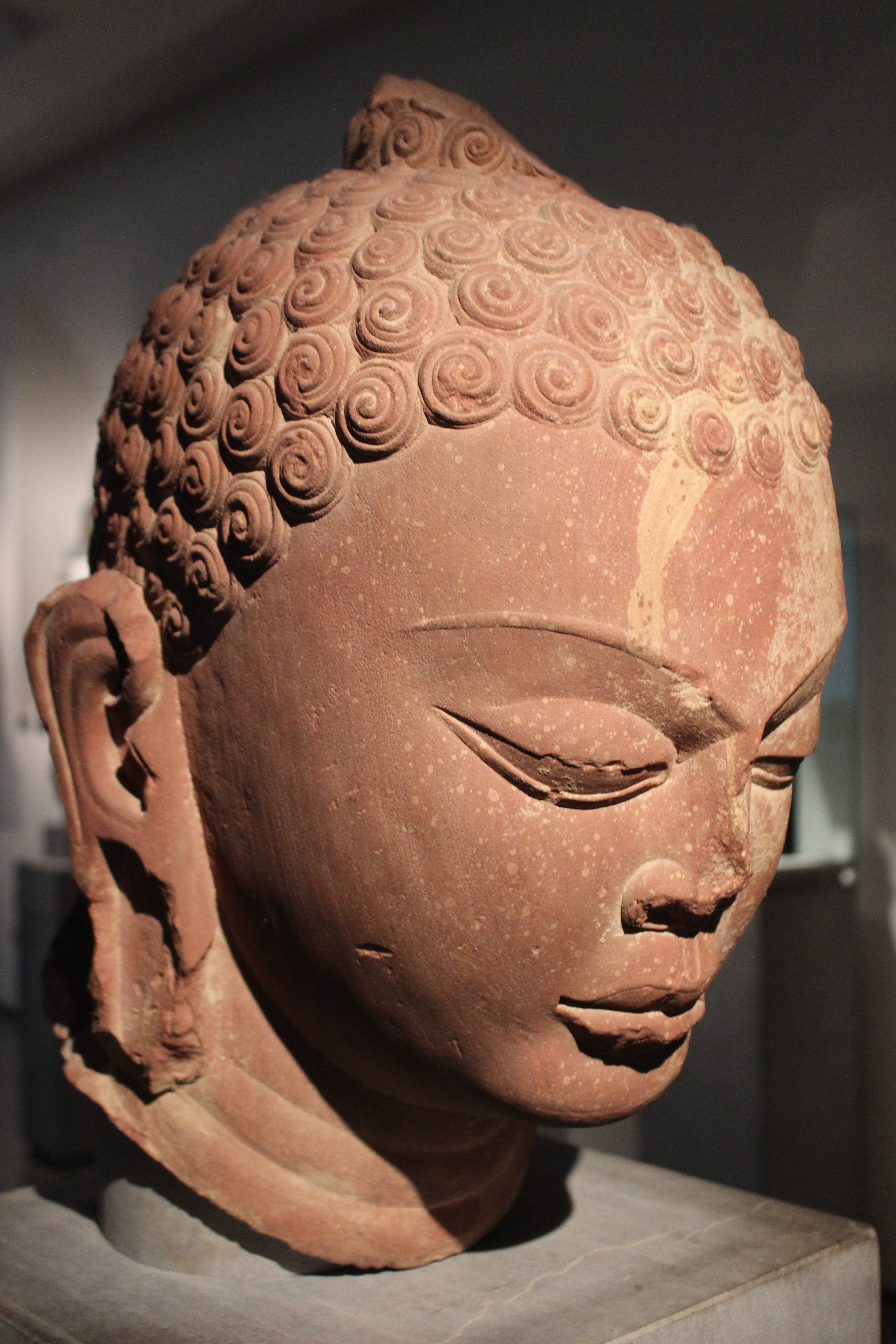
Cap de Buda,, Museu Guimet, Paris. Veiem el cabell en forma de petxina.

Les produccions de l'art Gupta ens mostren el gran assoliment espiritual del moment. Les escultures tenen un significat molt profund, on expressaven les combinacions entre ànima i cos, és a dir, arrel de les peces s'aprecien les idees espirituals de les mans que les modelaven.

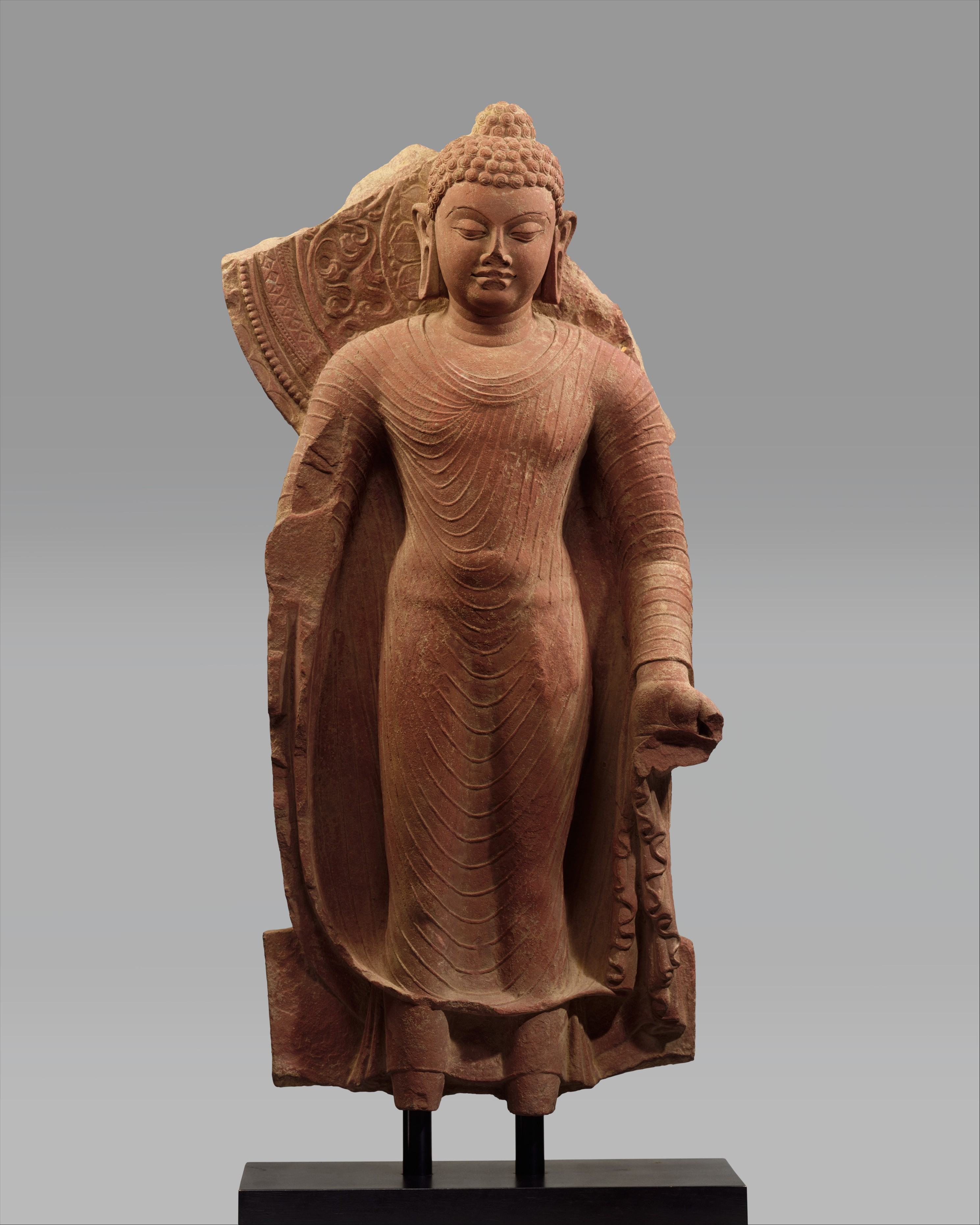
Buda dempeus oferint protecció, finals s.V, de pedra local gres vermella, Mathura, India. Podem apreciar el tracte drapejat de la roba.

La forma de les obres es veu caracteritzada per aquesta sensualitat de les figures kuixanes, i la simbòlica abstracció de les formes medievals primerenques. L'escultura Gupta és serena, energètica, espiritual i voluptuosa, de la mateixa manera que podem apreciar un tracte delicat i magnífic de la forma humana. Els detalls son tractats amb molta precisió, com les joies, cosa que contrasta amb les parts llises del cos, això, provoca que les composicions siguin equilibrades i harmòniques.

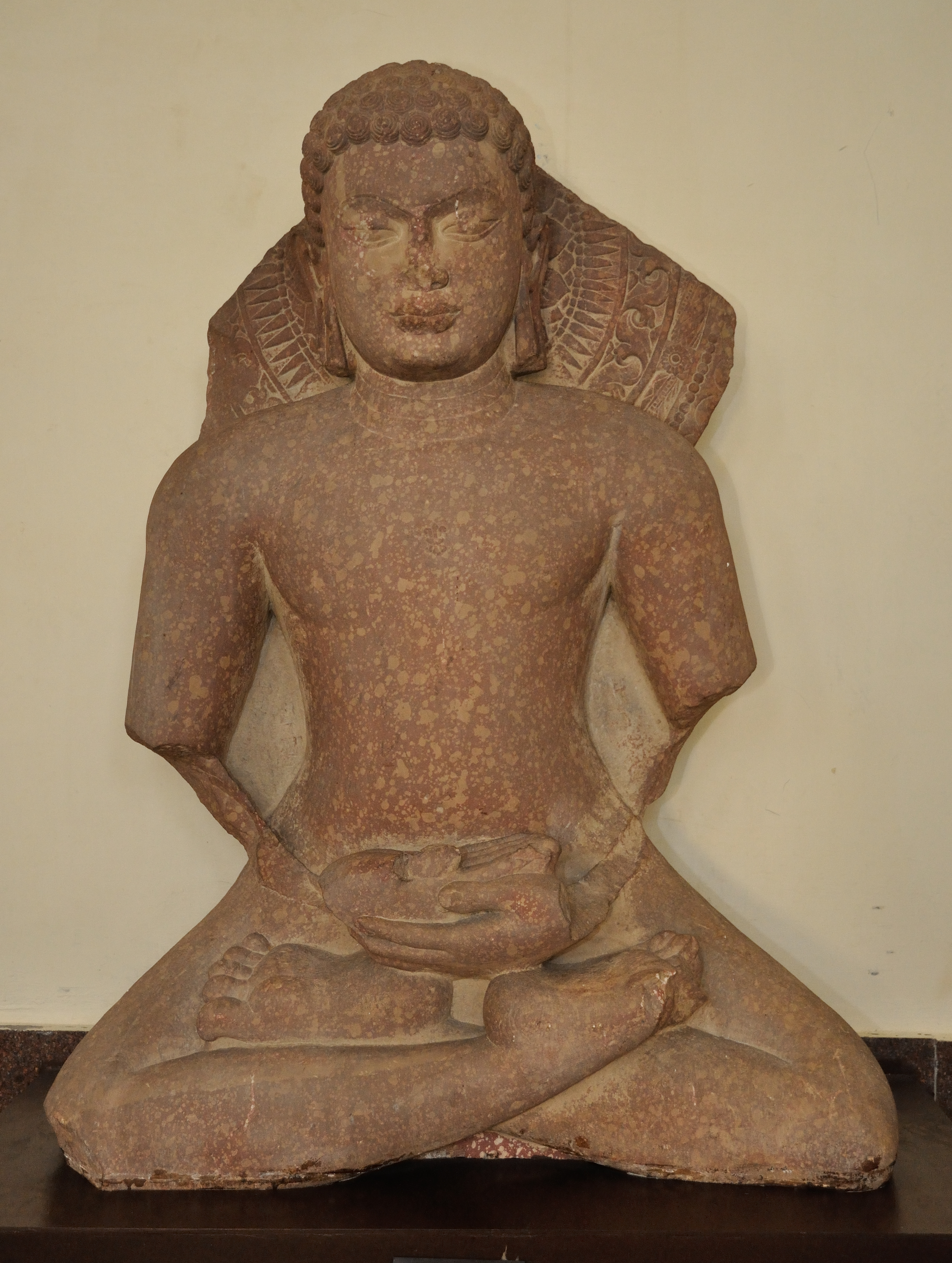
Jain Tirthankara assegut, segle V d.C, Mathura, India.

Els artistes en comptes de centrar-se únicament en aquesta volumetria que presenten per la seva grandiositat, aconsegueixen aquesta enfocant-se especialment en l'atenció a l'elegància, que no es perd per l'exuberància dels ornaments. Es sublim l'atenció que posen als atributs i a la roba que porten els personatges. La lleugera desproporció es evident ja que, podem apreciar l'exagerada llargada de les figures, malgrat això la lleugeresa visual es excel·lent, malgrat estiguin fetes de pesant pedra; es com si les figures flotessin en l'aire.

### Escola de Mathura
Aquesta escola ja va ser la capital artística de l'imperi de Kuixan. Aquest va esdevenir el centre d'irradiació cultural més important del moment, això és degut al fet que Mathura es convertí en el principal nus de comunicacions que canalitzava cap a la Ruta de la Seda. Aquesta escola assoleix la seva màxima esplendor en època de Chandragupta II, convertint-se en el principal influent d'altres punts de producció artística. Es desenvolupà una finor en l'execució molt elevada, en que ressalten la delicadesa, la calma i la serenor. Es una nova fase, que potser cerca explorar noves formes de creació mes atractives. Empren constantment la pedra local gres vermella refinada.

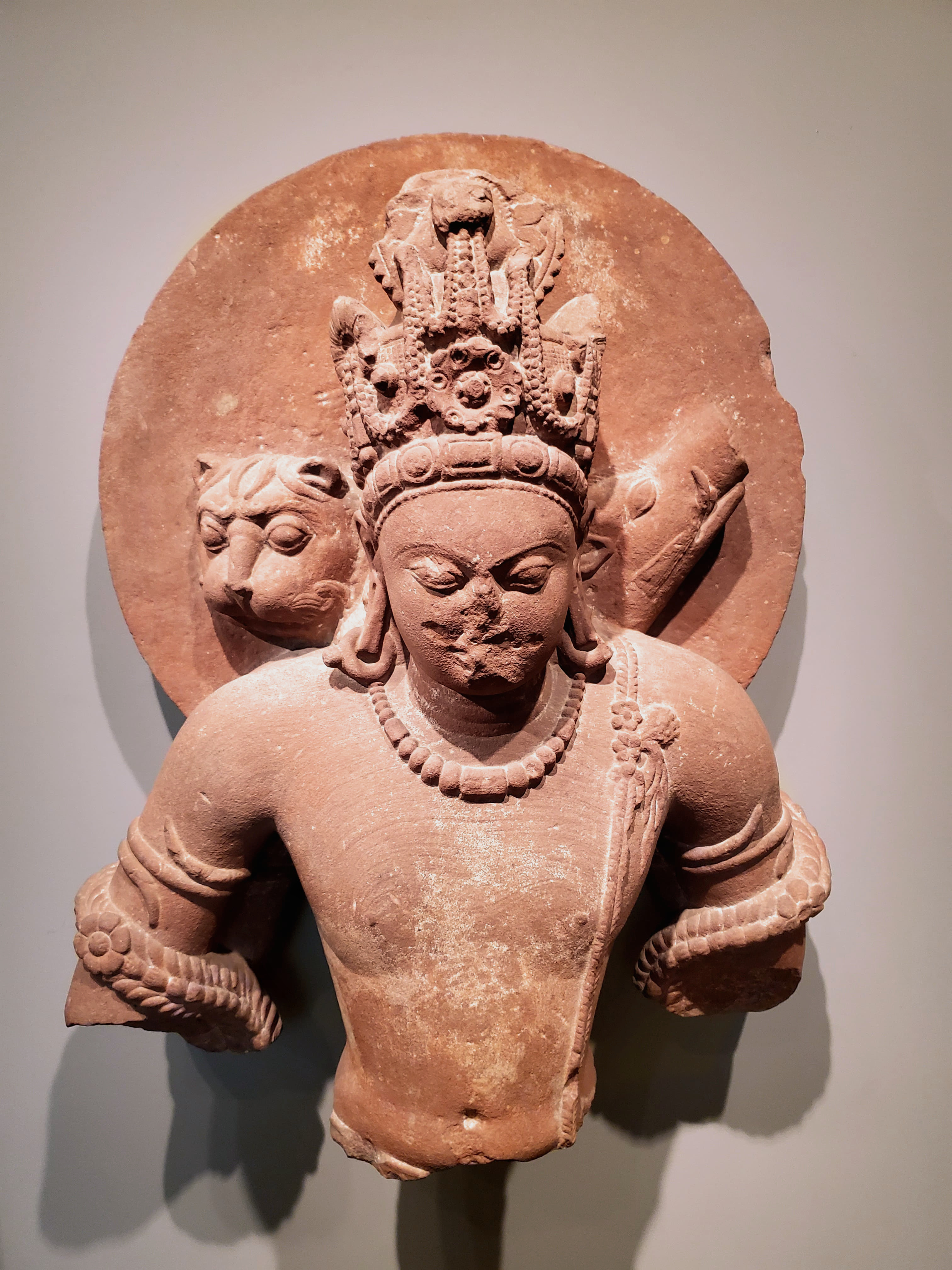
Vixnu en tres encarnacions (Chaturvyuha): Vixnu mateix o Vãsudeva-Krixna en forma humana, Varaha com un jabalí, Narasimha com un lleó, mitjan de s.V d.C, Mathura, Museu de Boston.

Una de les iconografies mes representades en aquesta localització va ser la imatge de Buda. Generalment se'l presentà amb túnica diàfana i traços molt delicats i detallistes. En aquests també podem apreciar detalls menys realistes, com les espirals en forma de petxina pel pentinat. A l'escola de Mathura es crea un tipus d'iconografia que es converteix en norma a l'hora de representar a Buda. Podem concebre doncs, aquesta com el cim de l'art budista indi.

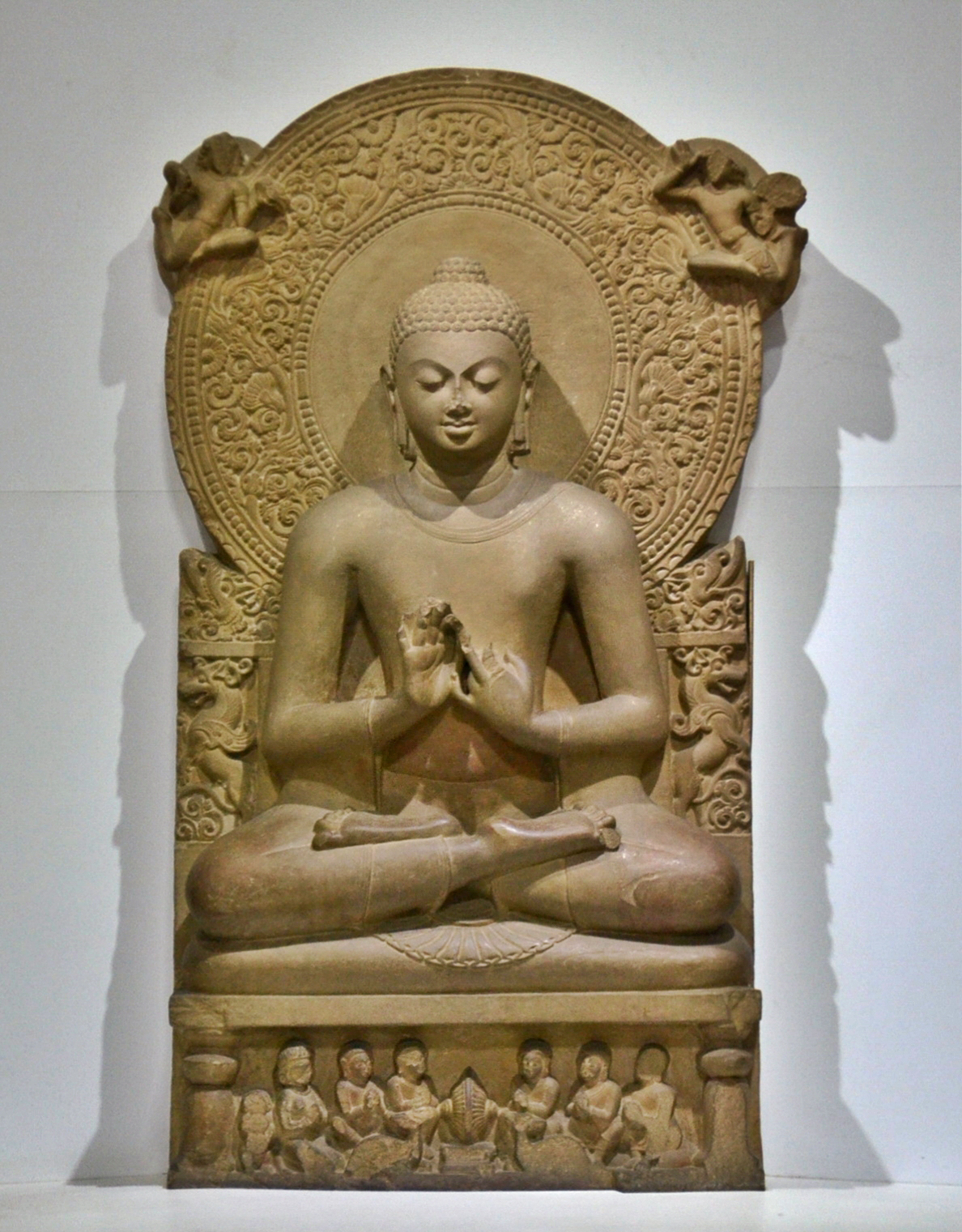
Buda sedent en posició pralambapadasana, s.V, període Gupta, Museu de Sarnath, Índia

També podem trobar un gran número d'imatges de diverses divinitats, en particular de Vixnu-Krixna, això es resultat de la creixent força dels cultes hindús i l'íntima associació de Mathura amb el déu Krixna. Trobem, de la mateixa manera, varies obres d'inspiració Jaina com les efigies de tres dels Tirthankaras, en els quals veiem aquest tracte innovador del cos.

### Escola de Sarnath
En aquesta escola es desenvolupa una tradició estètica diferent a la de Mathura, això va fer que Sarnath marqués empremta sense dubte, fent així que es convertís en una localització i un moment clau en l'historia de l'art del segle s.V. Es evident, no obstant, que aquest art procedeix de l'escola de Mathura, amb un traç de les siluetes molt més delicat, més fluïdesa, refinament i quietud. Aquestes són varies de les característiques que defineixen la producció escultòrica de Sarnath.

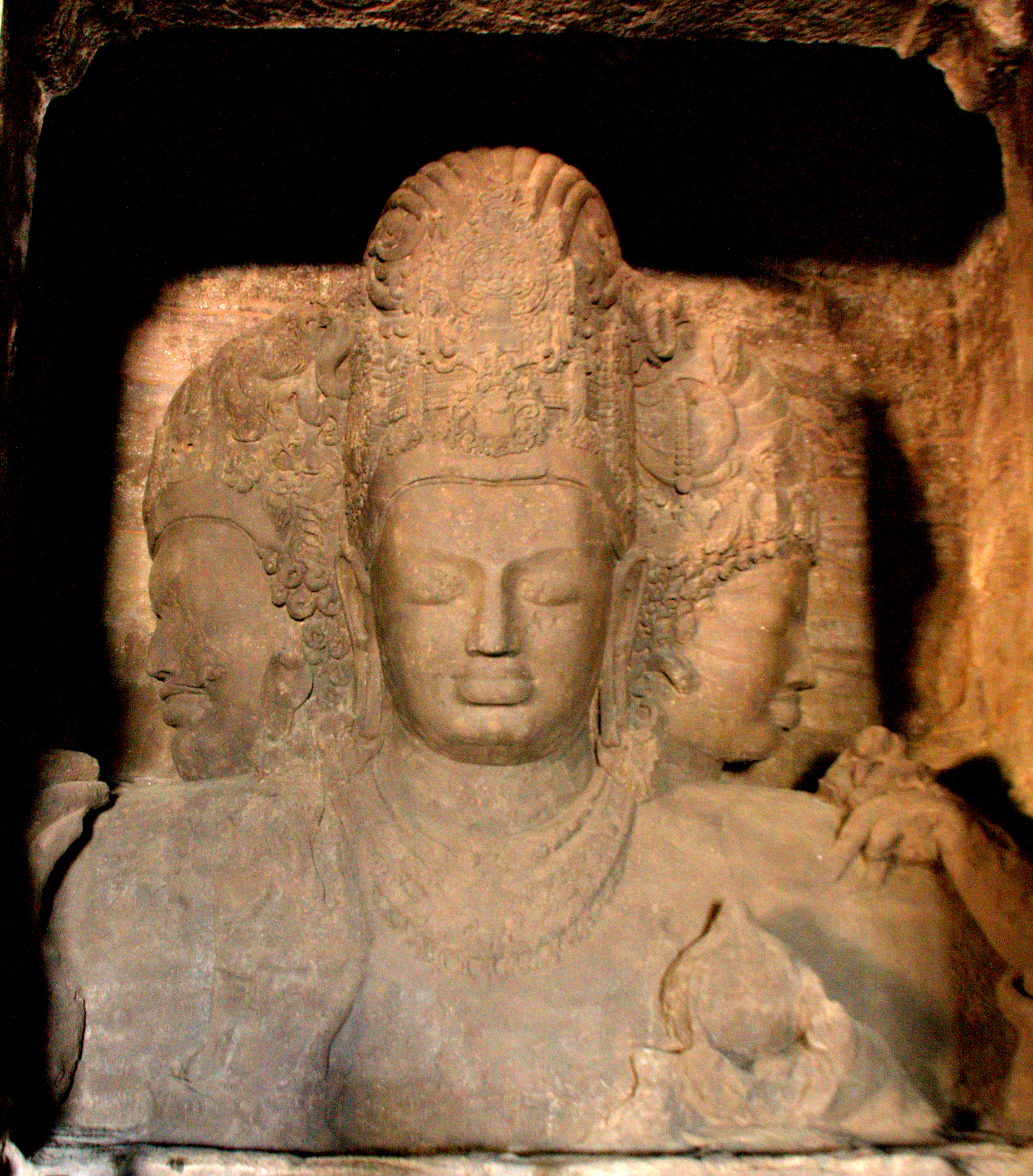
Bust colossal Trimurti, Coves d'Elefanta

Es pot apreciar aquí, una imatge mes dolça i elegant que els Buda de Mathura; aquests pengen el pes del seu cos en una cama, creant així un lleuger contrapposto molt subtil, el qual produeix que les extremitats del personatge es balancegen en diverses direccions. Peces de més moviment, no tan estàtiques i firmes com les de Mathura, són el resultat de l'avanç estilístic d'aquesta escola.

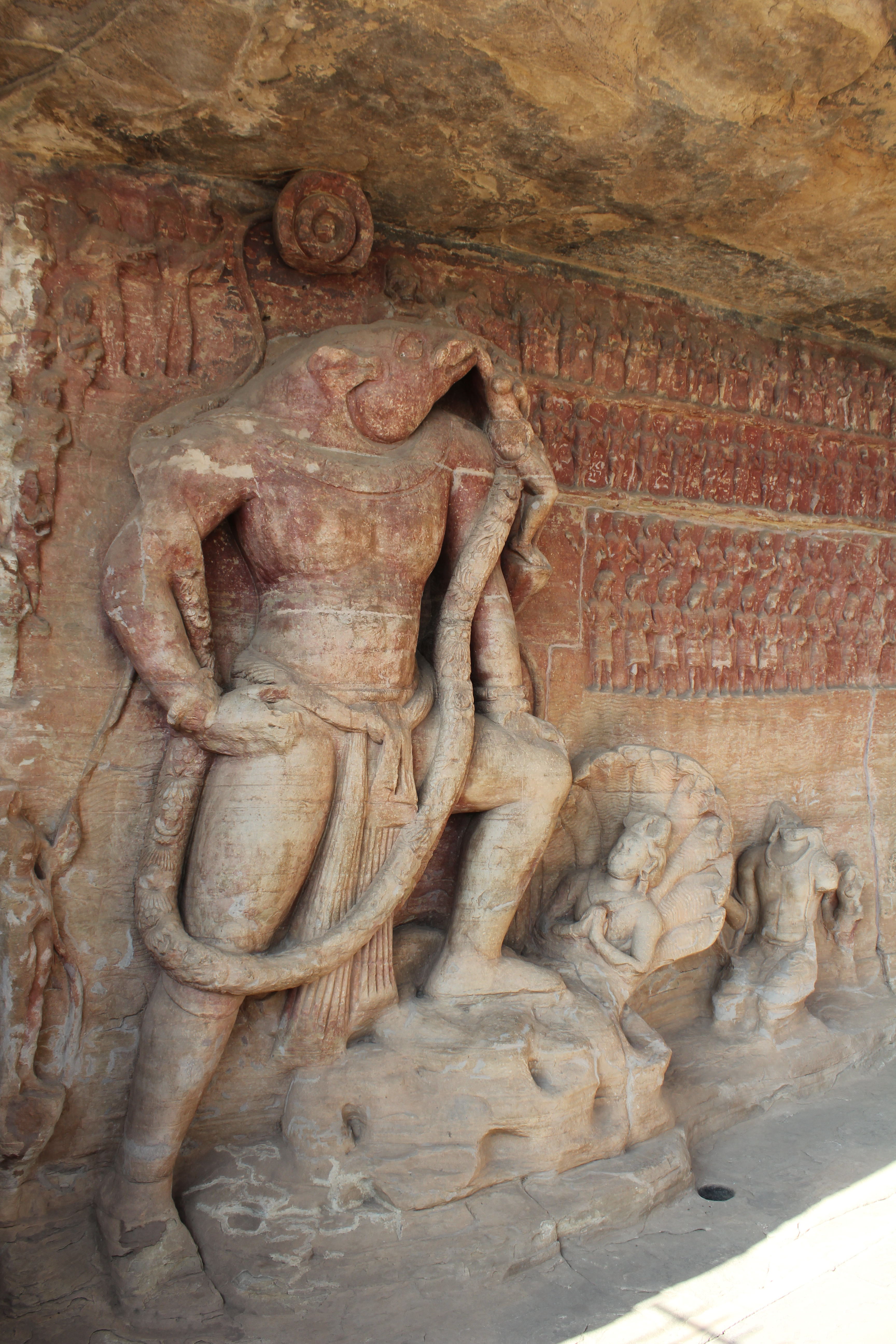
Vixnu com Varaha, cova nº5 d'Udayagiri, Període Gupta, Índia

Son presents múltiples produccions de la imatge de Buda i bodhisattva a Sarnath, aquest es converteix en una de les principals destinacions de presencia i peregrinació budista. El material que empraven més freqüentment, era la pedra gres local Chunar, que era emprat amb genialitat i perfecció, fent que les imatges de Buda de Sarnath es convertissin en un testimoni important de la frescor i vitalitat artística del període Gupta.

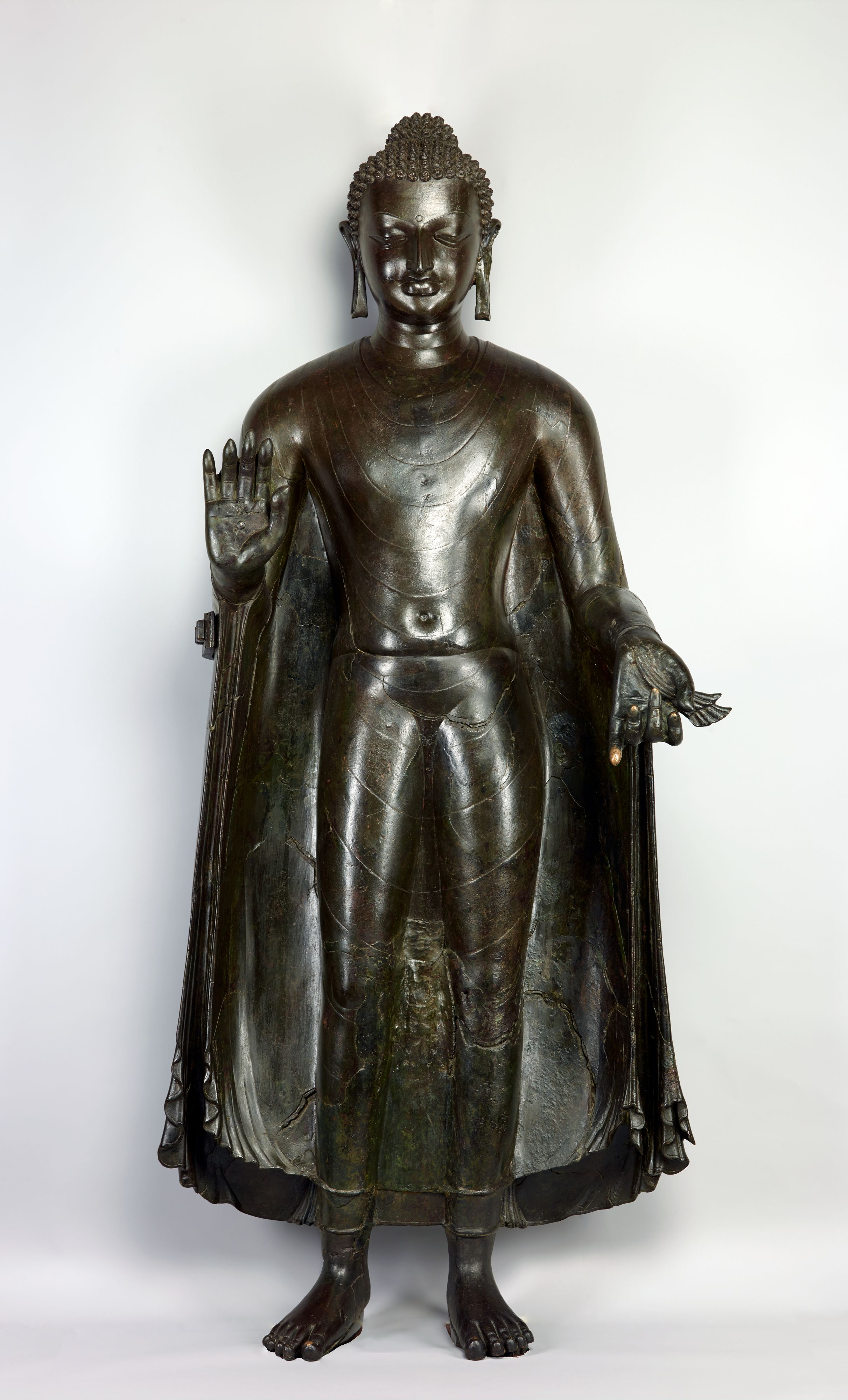
Buda Sultanganj en coure, Museu i Galería d'art Birmingham

### Altres escoles
A part de les principals escoles de Sarnath i de Mathura, es van desenvolupar artísticament altres centres, sobretot al centre de Índia dels quals, destaquen diverses produccions. Es certament interessant remarcar aquests emplaçaments ja que, trobem peces que no han esdevingut arrancades del seu context, que estan al seu emplaçament original, en associació als seus temples.
A les coves d'Udayagiri, coves simples, excavades a la roca a principis de segle v, se situen produccions escultòriques de pedra tova d'un estil fort i poderós, el qual es pot apreciar en el gran relleu de l'encarnació de Vixnu com a senglar. El vertiginós moviment amb el qual es veu dotat l'escena fa que aquestes produccions siguin del tot remarcables.
Al temple de Xiva de Bhumara, es produirien obres de gran qualitat, precisió i habilitat. Aquí es fa sobresortir el maneig que empraren els escultors als ornaments florals que il·luminaren les peces com enlloc. A Deogath hi ha situat el temple de Vixnu, on es crearen composicions dramàtiques i sumptuoses. Les formes robustes dominaren els espais, recordant en major grau l'art de Mathura davant la gràcia atenuada de Sarnath.
A Maharashtra hi han els cèlebres temples d'Ajanta i Elefanta. En aquesta localització del centre-oest de l'Índia trobem bastos territoris que acullen produccions artístiques, malgrat això, pocs han sigut els llocs excavats que presentessin restes de l'escultura que un dia va ser. En aquests dos remarcables temples, es produiran figures a gran escala, aquesta grandària és deguda a l'abastiment de les grans extensions de roques dels temples que devien ser esculpides. Aquestes produccions combinaren l'antiga ponderació amb la nova moderació, molt més elegant. A Elefanta, lloc on probablement treballà la mà d'obra d'Ajanta, l'estil troba la seva màxima expressió de magnificència.
Altres regions també desenvoluparen estils molt diversos. A Gujarat, es desenvolupà un art individualitzat, voluptuós i plàstic. A Nalanda, Bihar, va créixer un art molt més pesant, de formes mes compactes, el material emprat va esdevenir el metall. Aquest nou estil tan divers, va suggerir l'aparició d'una tercera escola d'art Gupta, a l'àrea de Nalanda i Pataliputraa més de Mathura i Sarnath.

## Terracota

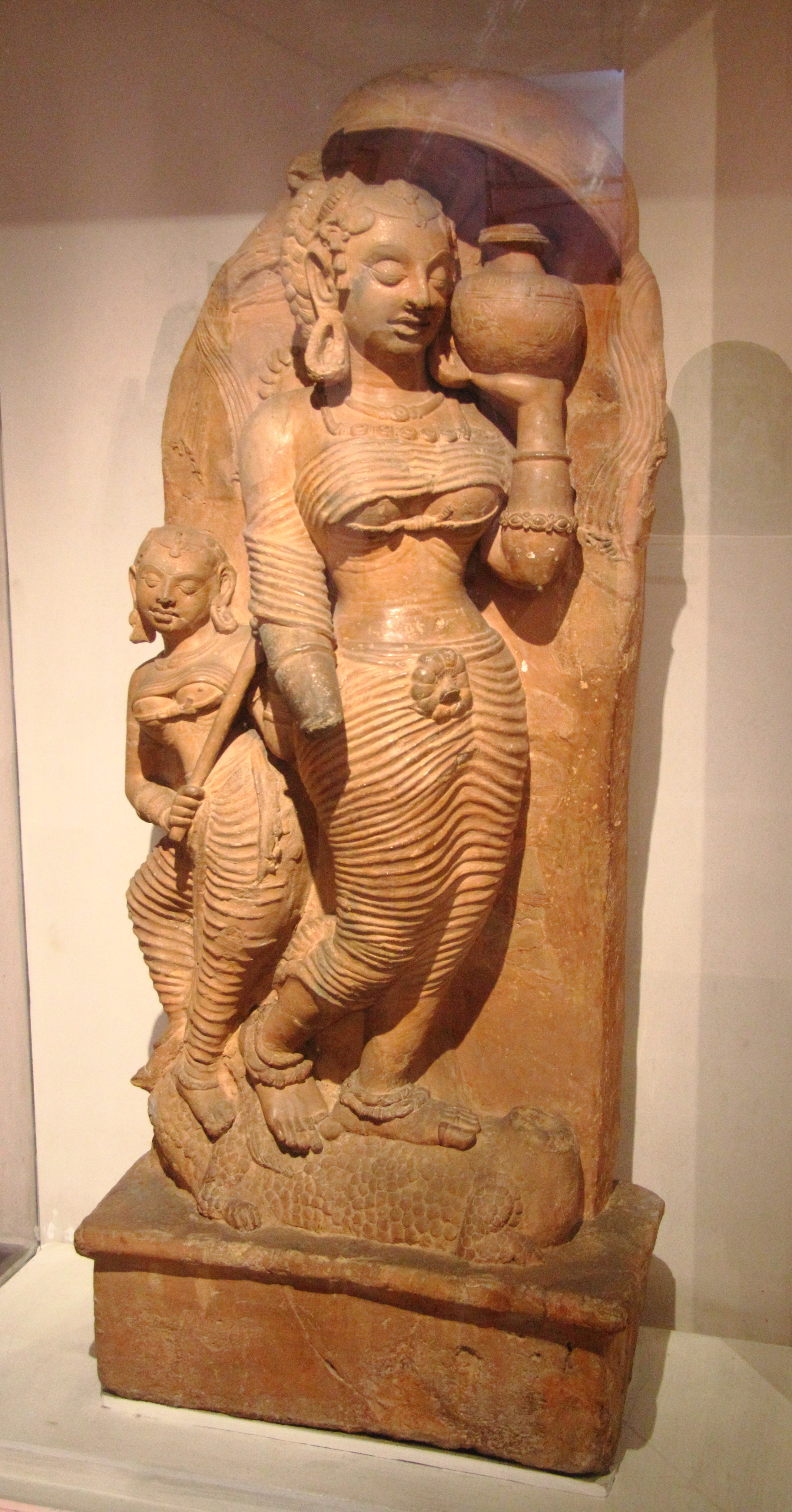
Terracota de personificació del Ganges amb assistent, 1,47 metres, procedent d'Ahichatra, Museu Nacional de Nova Delhi.

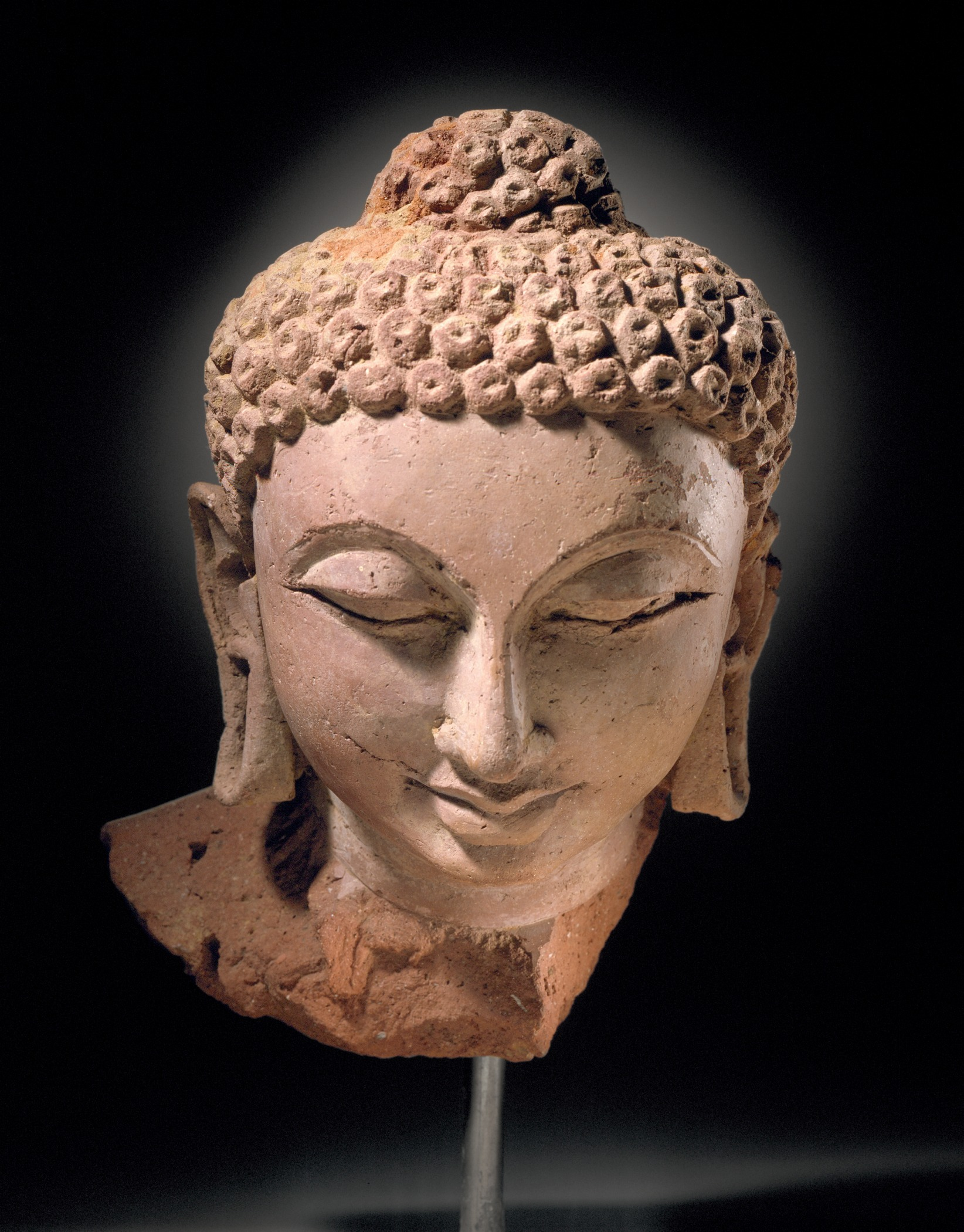
Cap de terracota de Buda, Devnimori, Gujarat, 375-400, Període Gupta.

L'art Gupta també es famós per una gran quantitat de peces elaborades en terracota, que potser no son tan rellevants com les de gran escala, però si igual d'excel·lents. Moltes de les obres, es crearen a partir de motlles, per tant es veien sotmesos a producció en massa. La gran qualitat d'aquestes es evident, a més aquestes mostren un estil similar a tot l'imperi, més que les realitzades en pedra o metall. Va ser un material que es va desenvolupar enormement en aquest període, deixant-nos múltiples exemples, com les divinitats i escenes mitològiques d'emplaçaments com Bikaner, Shravasti o Ahichatra. A més de les temàtiques mitològiques, també trobem gran número de petites figures, fragments de caps, maons modelats i ceràmiques, entre les quals predominen plats i gots.
Esdevenen delicades elaboracions, en les quals destaca la seva flexibilitat de moviment i les proporcions perfectes que presenten. Exemples com les plaques de terracota historiades de Mahabharata, mostren l'eloqüència d'aquesta ramificació artística. Tenim evidencies de que els artistes que modelaven aquestes obres eren equiparats a altres artistes tals com escultors i arquitectes.
Podem dividir les produccions en tres grans grups: deus i deesses, figures femenines i masculines, i animals i objectes. Són recurrents tant produccions de caràcter religiós com sacres, altres que podem veure en gran quantitat són les representacions d'escenes amoroses. Mathura esdevé un gran centre de produccions en terracota de la mateixa manera que Gandhara. A més, les figuretes que representaven homes i dones, introduiran nous tipus facials, noves i diverses races es veien plasmades en aquestes.

## L'art de les monedes
Les monedes que es van desenvolupar al període Gupta foren l'exemple més temprà de l'Índia. Són produccions regulars en dimensió i pes, que compten amb la figura representada, acompanyada del nom, de l'emissor d'aquestes. Principalment aquestes peces d'orfebreria mostraven influencies estrangeres però, més endavant, es convertiren en autèntic art nacional amb motiu i execució plenament formulat. Sens dubte, un art sense equiparables en l'època, diverses i originals, les quals son considerades com excel·lents mostres d'artesania: veritables obres mestres. Totes elles ens mostren la magnificència d'aquest imperi, a més, aquest patró tan canviant de les monedes i els materials, informen sobre el progrés econòmic del període. Les imatges i la simbologia, ens fan conèixer l'escenari religiós i cultural. De la mateixa manera es poden rastrejar les causes de la caiguda Gupta, es per això que s'han de considerar aquestes petites peces elements claus per conèixer el període en el qual es desenvolupa aquest tipus d'art.
La iconografia de les peces es ben diversa, segons l'etapa històrica en que es veien ubicades. Principalment es mostrava al rei del moment, sempre en diverses actituds i diferent atributs; de vegades dempeus amb un arc a la mà, un destral de guerra o bé un estàndard, altres e lluita mortal amb lleons, tigres o rinoceronts, muntat a cavall, amb instruments, etc.

### Evolució
| Monedes segons regnat de: | Monedes segons regnat de: | Monedes segons regnat de: |
| ------------------------- | ------------------------- | --- |
| CHANDRAGUPTA I            |                           | Va emetre moltes peces tipus rei i reina com la que veiem. Sempre´, a l'anvers de a moneda, hi ha representat el rei, generalment ninvat, dempeus, amb pantalons i tocat (de vegades amb vora de perla) i un abric de cua. Ataviat amb diverses joies com collarets, anells o braçalets. Porta un estàndard amb una mitja lluna i, la seva mà dreta ofereix regals a la reina Kumaradevi. Al revers podem veure, la confecció més freqüent; la imatge d'una deessa, en aquest cas asseguda a un lleó. Aquesta es l'única tipologia de la qual tenim evidència d'aquest rei. |
| SAMUDRAGUPTA              |                           | Fill de l'anterior va continuar el llegat. Al seu llarg regnat va incorporar diverses tipologies de monedes, la més popular d'aquestes es la de l'estàndard (que veiem en la imatge). A aquest tipus militar se li afegeixen també les escenes d'arquer i amb destral de guerra, malgrat aquestes esdevenen modificacions de l'anterior. El rei Samudragupta va voler difondre als seus súbdits el seu amor per l'esport i per la música, es per això que va desenvolupar les tipologies d'assassí de tigre i lirisme. A més de totes les anteriors també tenim evidències de monedes de culte Ashvamedha. Al revers novament, la representació d'una deessa amb atributs.                                                                     |
| CHANDRAGUPTA II           |                           | Fill de l'anterior, és un dels reis més poderosos, que va continuar amb la tradició tipològica dels dos anteriors i va afegir noves temàtiques a aquestes interessants produccions. Va continuar amb les escenes d'estàndard, les d'arquer, d'assassí de tigres (que reemplaça per lleons), les escenes musicals també les representa i les de rei/reina. Les novetats en aquest context són les representacions del tipus Chakravikrana amb el déu Chakra-Purusha, pujat a un cavall i chhatra. En aquest últim s'aprecia al rei dempeus fent ofrenes a un altar a darrera del qual hi ha un assistent que subjecta sobre ell un xhatra (un paraigües d'estat). La producció de monedes de plata i bronze va ser recurrent en aquest context. |
| KUMARAGUPTA I             |                           | Chandragupta II va ser succeit pel seu fill, Kumaragupta I. Aquest va emetre peces d'or, de plata, coure i, fins i tot, altres de coure daurat de plata. Va continuar amb les tipologies anteriors (a l'exemple hi ha la del rei pujat a un cavall) i com a novetat, va re interpretar el tipus Ashvamedha, i va introduir el tipus Apratigha. Es curiós saber que, per primera vegada, al seu regne es va veure representat en monedes a Kartikeya, i també va emprar imatges de la garuda i paons. |

## Arquitectura
L'arquitectura del període Gupta esdevé molt variada en quant a l'estil, el disseny i les característiques que aquesta presenta. Aquesta diversitat de construccions deixa evident que es tracta d'una arquitectura del temple hindú que encara es troba en període de formació, fins a arribar a assolir la situació normalitzada dels segles posteriors. Les produccions no són molt distintes d'èpoques passades com les coves o les stupes, es evident que l'influencia posterior de l'arquitectura Gupta es indiscutible.

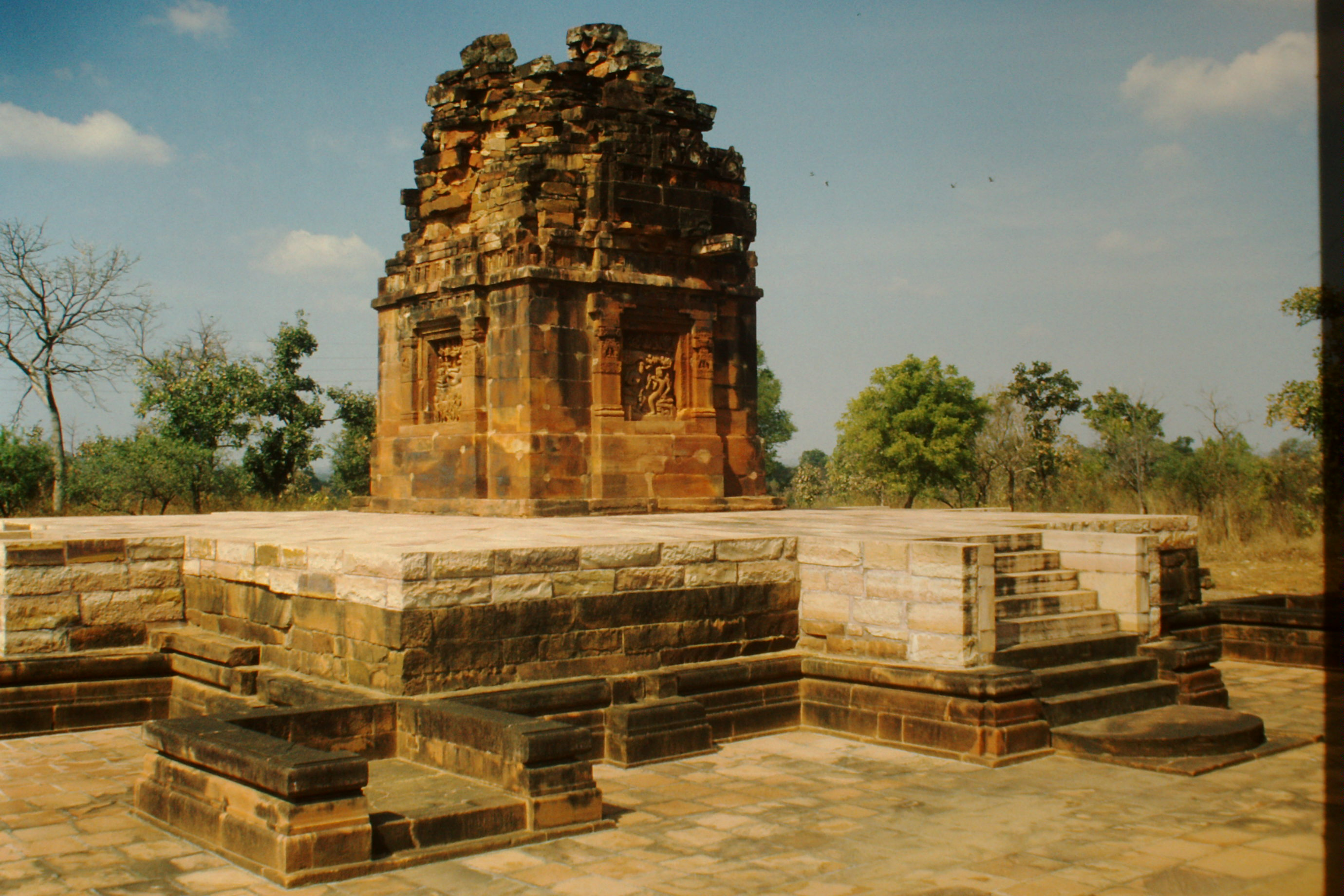
Temple Dashavatara, Deogarh, un temple Vixnu de, originalment amb una mandapa i un deambulatori cobert.

Com s'ha mencionat, els exemples més inicials són les coves-temples, les quals comptaven amb decoració escultòrica exempta en la part exterior. Dins aquestes hi havien produccions rituals i parets ricament decorades en relleus o pintures d'escenes mitològiques. Un gran exemple que conservem pot ser el d'Udayagiri. Les coves d'Ajanta, per exemple, son dignes de mencionar també. Es tracta d'unes 29 coves tallades seguint el barranc del riu Waghora, on podem apreciar representades diverses escenes de la vida de Buda.A la primera cova, que esdevé com a santuari, hi han columnes d'estil típic Gupta, amb capitells de coberta de coixí plana. Del segle V tenim la façana chaitya estil Gupta, amb porxo columnat i una gran obertura semicircular a sobre. A la façana trobem també, relleus i talles d'escenes de tradició budista. Aquest és un dels patrons que més veurem emprat en les construccions d'aquest context estilístic. També es important el de Dashavatara a Deogarh, un dels primers a sobreviure, amb importants escultures, tot i que ha perdut la seva mandapa i l'ambulatori cobert de parikrama.

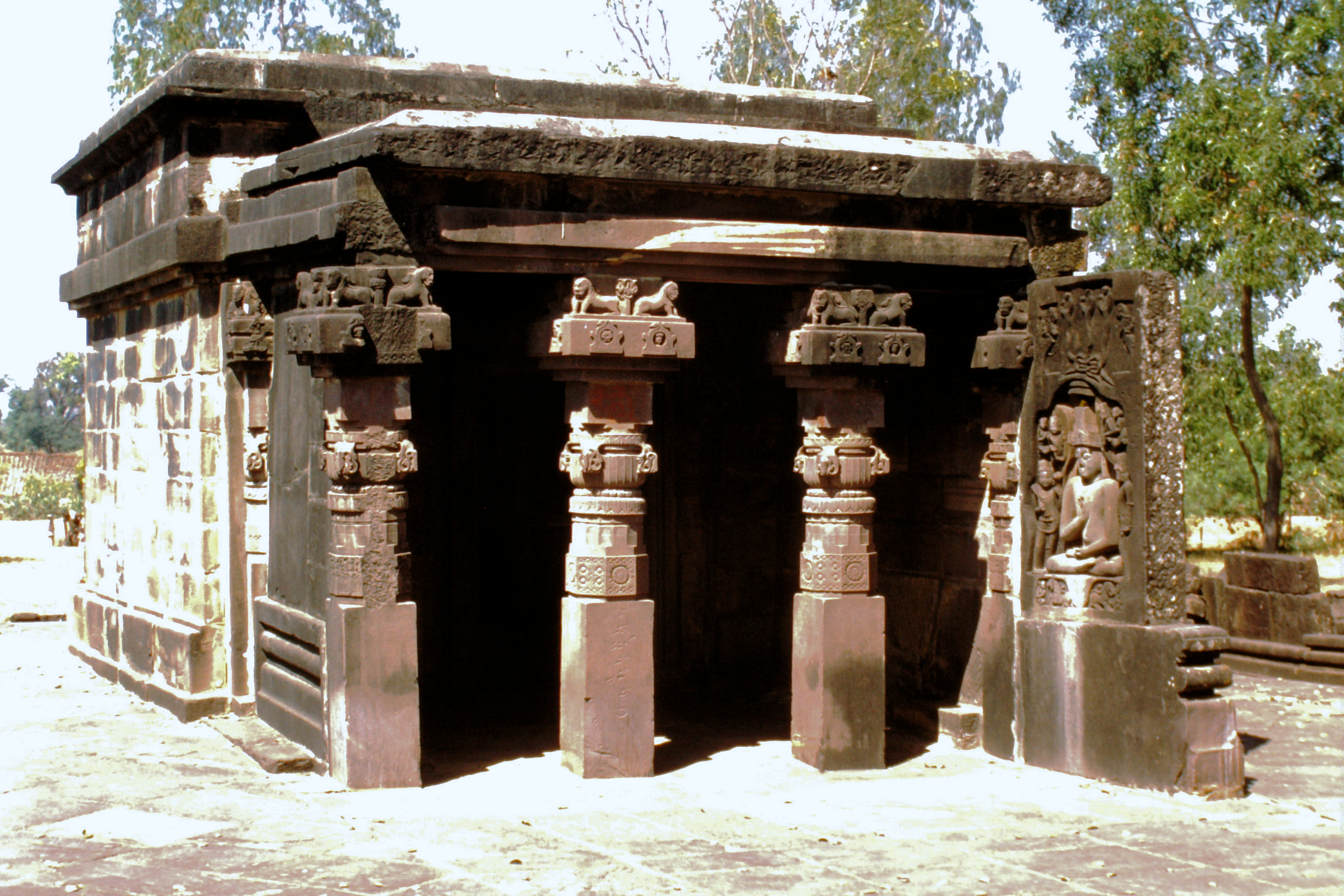
El temple hindú de Tigawa, principis de segle cinquè.

Els Gupta esdevenen la primera dinastia que, malgrat seguir l'anterior tradició, construeixen temples independents i permanents, aquests constitueixen l'inici d'una llarga tradició arquitectònica la qual es vorà reflectida posteriorment. Es caracteritzen per no ser edificacions destinades a congregar fidels, son únicament cases de divinitats. En aquestes els sacerdots o fidels entregaven ofrenes als déus davant una relíquia o estàtues de la imatge d'aquests. Els temples eren caracteritzats per ser de petites dimensions sense finestres.
L'influencia de Kuixana es ven evident, de la mateixa manera que les antigues escoles de Mathura i Gandhara. Els materials que empraven eren gres, granit i maó, a partir dels quals naixien arcs de Guavakshas de ferradures i torres Shikhara corbades, rematades amb ornamentació de disc de costelles (amalaka). Estem davant d'elaborades edificacions, que comptaven amb múltiples motllures i escultures inscrites en nínxols.
Donaven molta importància a les places, que devien ser de perfecta forma per albergar els temples, d'aquesta manera, eren decorats per tots els cantons per ser admirats i dignes. La majoria de ells es construirien en pla quadrangular, amb els sostres plans i, molt recurrent és l'ús de motius triangulars a les portes i caps de lleó als extrems de les bigues de pedra. El que no tenim clar, es la presencia de segons pisos en totes les produccions que conservem ja que, la gran majoria es troba en runes. Un exemple de que si existia una planta secundària amb santuari, es el temple de Pàrvati del s.V d.C a Nachra Kuthara. Des del segle vi, es començaren a construir els temples sobre una plataforma anomenada Jagati.

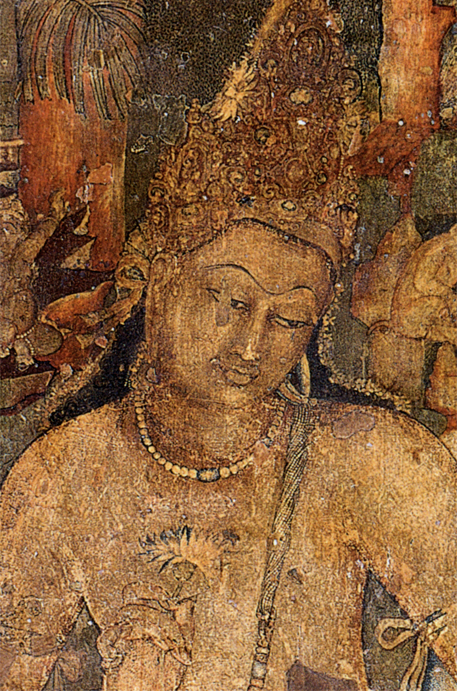
Cova 1 d'Ajanta. El Bodhisattva de la compassió Padmapani amb el lotus

Es importat saber que, en aquests temples no només es venerava a una deïtat, sinó a múltiples, es per això que aquests temples son grans fonts de coneixement, ja que aquest fet amplia considerablement la gamma de representacions de deus en escenes de la mitologia hindú. El que queda evident es que van reflectir perfectament aquest desig de recrear un tros del cel a la terra.

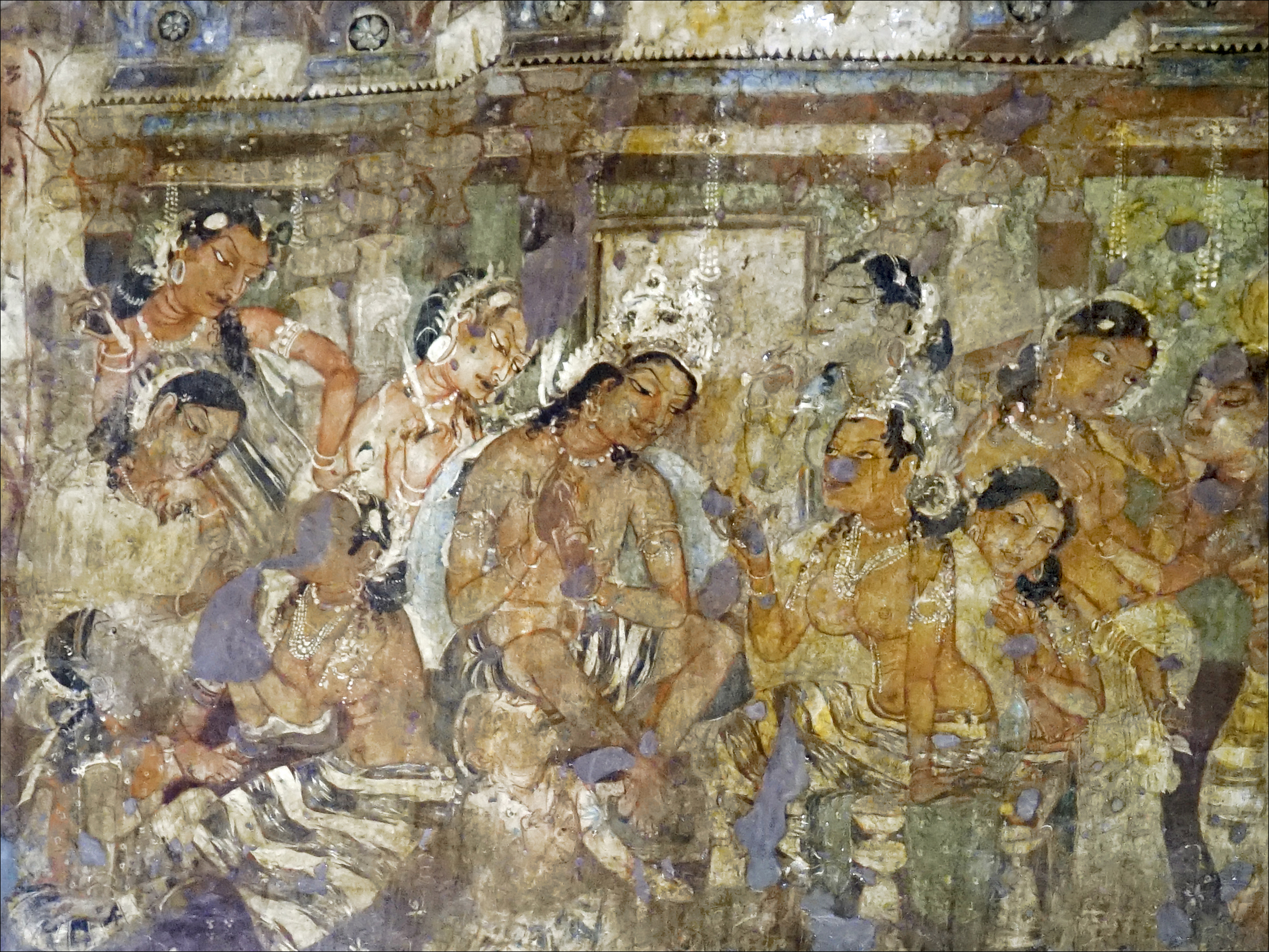
Cova 1 d'Ajanta. Un dels quatre frescs del conte Mahajanaka Jataka. El rei anuncia que abdica per esdevenir asceta.

## Pintura

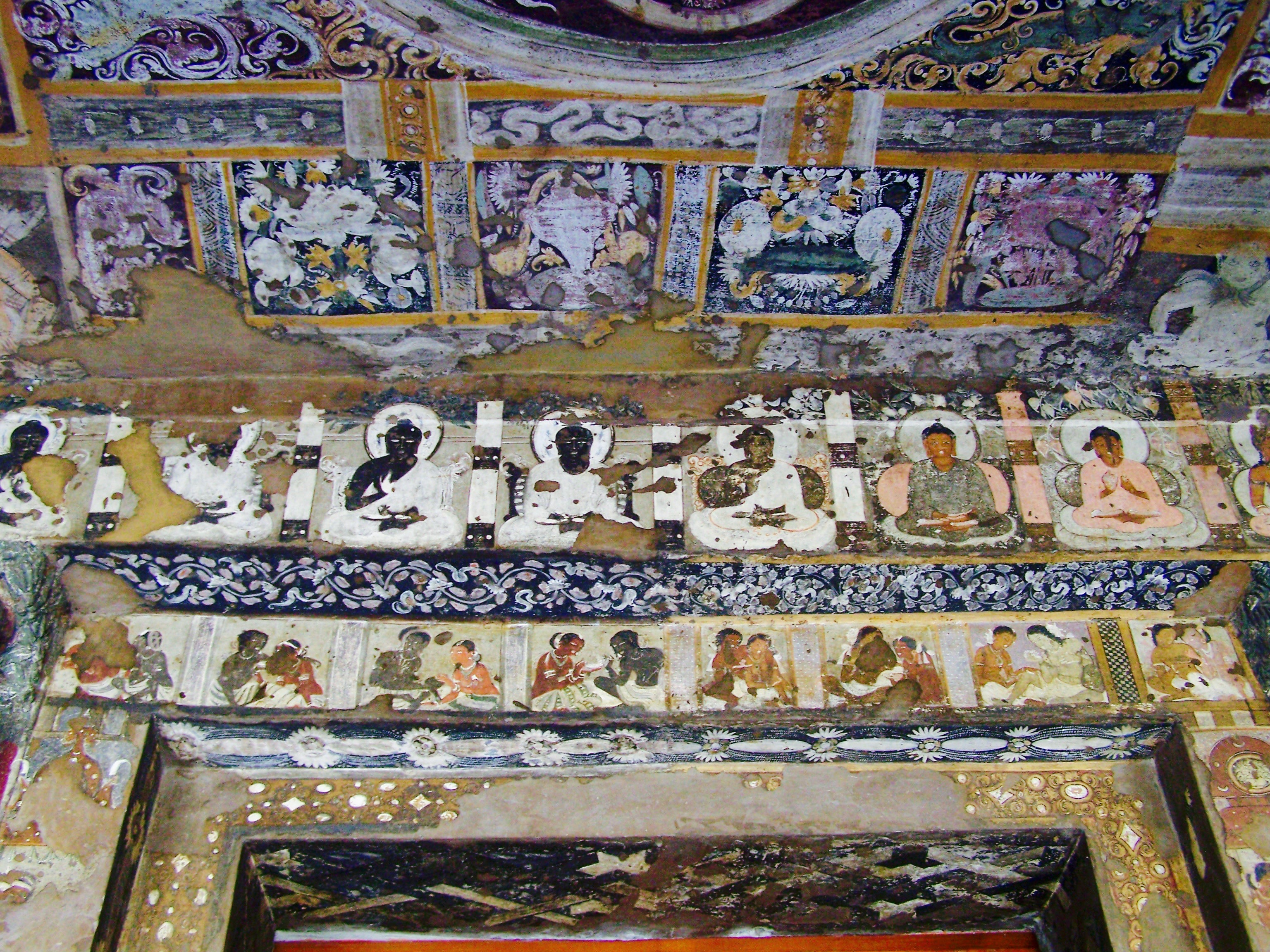
Cova d'Ajanta 17, frescos sobre una llinda

Trobem pocs vestigis d'aquesta branca artística malgrat va ser un àmbit molt important i desenvolupat. La pintura Gupta ens mostra un estil i tècnica molt madurs, exemple dels quals, o gairebé un dels únics exemples que trobem, són les coves d'Ajanta, aquestes es troben en un estat de conservació molt bo. Per tant, sabem que la pintura estava basada en una tradició molt ben desenvolupada, no era res insòlit. L'habilitat i el control de l'art pictòric era desitjat pels aprenents, les elits i, fins i tot, la reialesa. Els exemples que conservem mostren composicions que donen molta importància a les proporcions, l'estètica, la bellesa, el realisme i els colors. El tracte de les figures es naturalista excepte la il·luminació i els cossos, que són totalment arbitraris. Només conservem murals però, fonts literàries ens evidencien pintures portàtils, en les quals incloem els retrats, i probablement manuscrits il·lustrats. A part d'Ajanta conservem altres exemples a les coves de Bagh, Ellora i la tercera cova dels temples de cova de Badami.

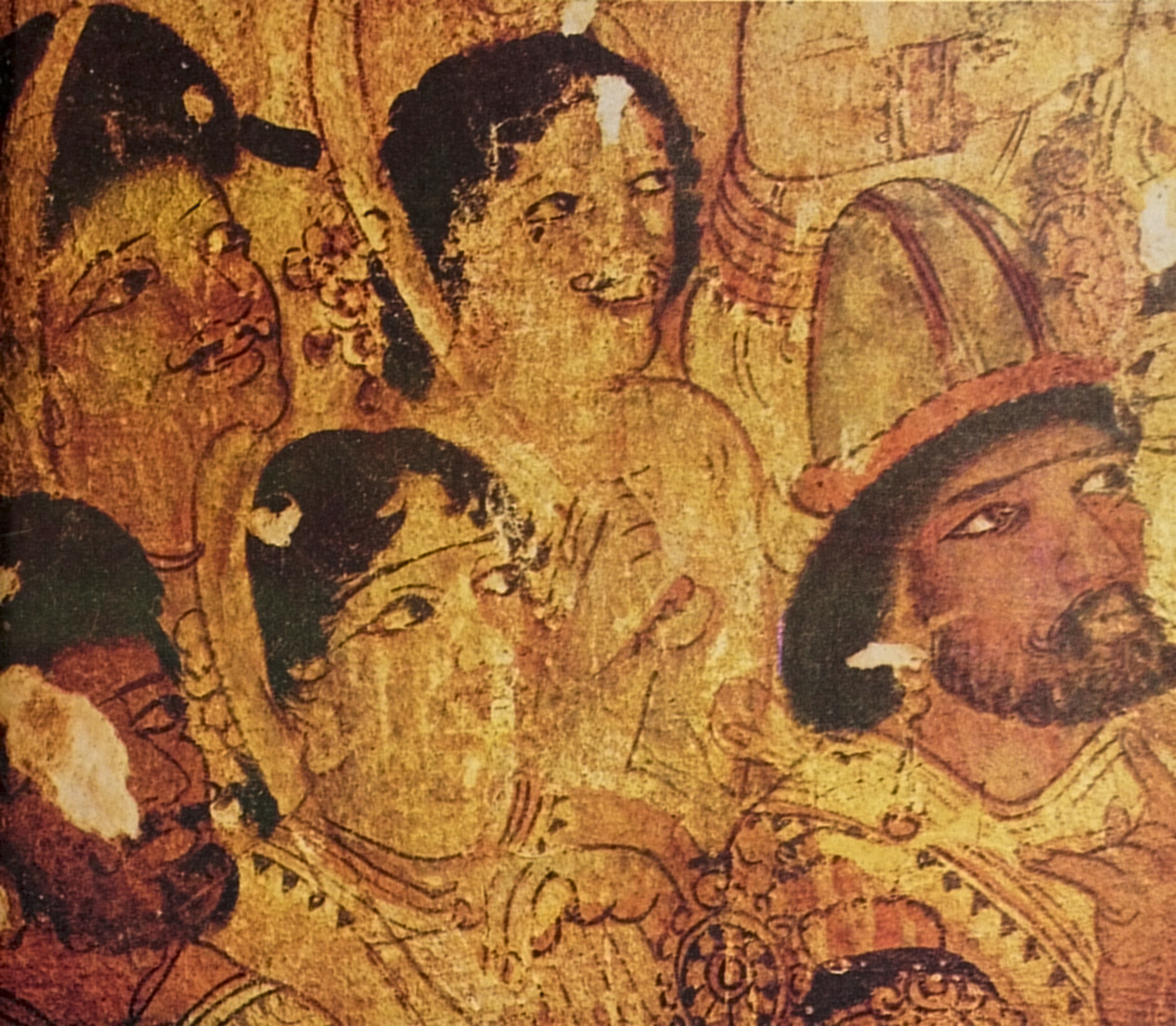
Cova d'Ajanta 17. Escena d'estrangers.

Les coves d'Ajanta son l'exemple excel·lent per entendre la tradició pictòrica Gupta. Originàriament, la majoria de elles estaven decorades amb pintures però només conservem 6 de les 29 que hi han; 1-2-9-10-16-17 (la 9 i la 10 son els exemples mes antics que tenim). La preparació de la superfície es del tot simple; preparaven una barreja de roca polvoritzada, fems de vaca, terra i palla, aquesta s'aplicava sobre el porós llenç, s'assecava amb tovalloles, i sobre la superfície seca dibuixaven esbossos en color vermell ocre per marcar els patrons del dibuix posterior. En quant als colors, els més emprats son el vermell, el ocre, groc, indigo, lapislàtzuli, negre, i blancs per remarcar punts. Els colors barrejats, com el gris, eres emprats però, no molt freqüents. Finalment resseguien les imatges en colors foscs.
Els temes mes freqüents que veiem plasmats son decoratius, de gràcils figuretes o fabuloses criatures mitològiques per emplenar espais buits, les escenes principals eren resguardades per escenes de Budes i Bodhisattves. La vida de Gautama són les escenes més extraordinàries i cuidades que podem veure.
Bagh esdevé un dels altres exemples que conservem, pràcticament són una extensió de l'escola que va treballar a Ajanta. En aquestes son molt interessant les múltiples escenes seculars de dansa. L'art d'aquestes dues localitzacions mostren la magnificència dels artistes Guptes en l'àmbit pictòric, la delicadesa, la brillantor dels colors i la riquesa d'expressió que la caracteritzava.